# Geher-Länderkampf der Männer 1939 Schweden – Deutschland
| 1. Leichtathletik-Länderkampf mit deutscher Beteiligung 1939 | 1. Leichtathletik-Länderkampf mit deutscher Beteiligung 1939 |               |
| ------------------------------------------------------------ | ------------------------------------------------------------ | ------------- |
|                                                              |                                                              |               |
| Geher-Vergleich der Männer: Schweden – Deutschland           |                                                              |               |
| Austragungsort                                               | Motala                                                       |               |
| Wettbewerbe                                                  | 2                                                            |               |
| Datum                                                        | 28./29. Mai 1939                                             |               |
| 1. SWE 2. GER                                                | 24 Punkte 19 Punkte                                          |               |
| Chronik                                                      |                                                              |               |
| ← letzter LK 1938: 00SWE-GER (M)                             | GER-FRA (M) →                                                | GER-FRA (M) → |

Im ersten Vergleich des Länderkampfjahres 1939 stand der dritte Gehwettbewerb einer deutschen Mannschaft an, der wiederum mit Schweden ausgetragen wurde. 1937 im schwedischen Ort Skillinge hatten Schwedens Geher gewonnen, 1938 in Leipzig war es umgekehrt gewesen. In diesem Jahr fand die Begegnung wieder früh in der Saison am 28./29. Mai im schwedischen Motala statt.

## Wettbewerbe und Modus
Wie zuvor auch standen mit den Gehdistanzen über zehn und 25 Kilometer zwei Wettbewerbe auf dem Programm, in denen jeweils drei Geher pro Land antraten. Die Wertung wurde übernommen vom letzten Jahr, der Sieger erhielt sieben Punkte, der Zweite fünf, der Dritte vier Punkte usw. Der sechste Platz stand noch mit einem Punkt zu Buche.

## Ergebnis
Den Wettbewerb über die kürzere Distanz konnten Schwedens Geher am ersten Tag mit deutlichem Vorsprung für sich entscheiden. Auf der langen Distanz lag Deutschland am zweiten Tag knapp vorn. Es reichte jedoch nicht mehr, um Schwedens Vorsprung wettzumachen und so entschieden Schwedens Sportler diesmal mit 24 zu 19 Punkten den Ländervergleich der Geher für sich.

## Legende
Kurze Übersicht zur Bedeutung der Symbolik – so üblicherweise auch in sonstigen Veröffentlichungen verwendet:
| DSQ | disqualifiziert |

## Resultate

### 10-km-Gehen
| Platz | Athlet             | Land | Zeit (min) |
| ----- | ------------------ | ---- | ---------- |
| 1     | John Mikaelsson    | SWE  | 45:11,0    |
| 2     | Åke Rundlöf        | SWE  | 45:59,0    |
| 3     | Hermann Schmidt    | GER  | 46:12,0    |
| 4     | Peder Ekberg       | SWE  | 47:02,0    |
| 5     | Alfred Nord        | GER  | 47:23,0    |
| 6     | Eberhard Parnemann | GER  | 47:53,0    |

Datum: 28. Mai

### 25-km-Gehen
| Platz | Athlet          | Land | Zeit (h)  |
| ----- | --------------- | ---- | --------- |
| 1     | Rune Bjurström  | SWE  | 2:09:28,0 |
| 2     | Arno Peters     | GER  | 2:10:37,0 |
| 3     | Friedrich Prehn | GER  | 2:11:35,0 |
| 4     | Willi Bernhardt | GER  | 2:13:10,0 |
| 5     | Gösta Grandin   | SWE  | 2:21:03,0 |
| DSQ   | Sune Carlsson   | SWE  |           |

Datum: 29. Mai